# Alberto Pariani
Alberto Pariani, né le 27 novembre 1876 à Milan (Italie) et mort le 1er mars 1955 à Malcesine (province de Vérone, Italie), est un général italien.

## Biographie
Alberto Pariani combat pendant la Première Guerre mondiale et la termine en tant que commandant du 6e Régiment des Alpins. De 1927 à 1933, il exerce les fonctions de chef de la mission militaire italienne et d'attaché militaire en Albanie.
Il est promu général en 1933 et nommé commandant de la 11e division Brennero jusqu'en 1934. De 1934 à 1936, il est chef adjoint de l'état-major général et de 1936 à 1939, chef de l'état-major général et sous-secrétaire de la guerre.
En 1939, il prend sa retraite, mais, en 1943, il est rappelé comme commandant général des forces italiennes en Albanie, et à ce titre, comme gouverneur général d'Albanie (en remplacement de Francesco Jacomoni di San Savino). En Albanie, il réside avec sa famille au palais présidentiel à Tirana.
En septembre 1943, au moment de l'armistice de Cassibile, il est capturé par l'armée allemande et arrêté. Il est également arrêté à la fin de la Seconde Guerre mondiale pour des crimes qui auraient été commis pendant le service dans le régime fasciste, mais est acquitté en 1947. En 1952, il a été élu maire de Malcesine et est resté le premier citoyen jusqu'au 1er mars 1955, date à laquelle il est décédé subitement peu après une réunion du conseil municipal.